# Seeburg (Dallgow-Döberitz)
Seeburg è una frazione del comune tedesco di Dallgow-Döberitz, nel Land del Brandeburgo.

## Storia
La prima attestazione di Seeburg in un documento scritto risale al 1313. In tale periodo il paese apparteneva al monastero benedettino di Spandau.
Nel 1558, in seguito alla Riforma protestante e alla conseguente secolarizzazione del monastero, Seeburg divenne possedimento della città di Spandau.
Nel 2003 il comune di Seeburg venne soppresso e aggregato al comune di Dallgow-Döberitz.

## Amministrazione
La frazione di Seeburg è amministrata da un "consiglio di frazione" (Ortsbeirat) di 5 membri e da un "presidente di frazione" (Ortsvorsteher).